# Svart skogssnigel
Svart skogssnigel (Arion ater) är en art i familjen skogssniglar.

## Kännetecken
Den svarta skogssnigeln kan bli 10 till 15 centimeter lång. Likt de andra medlemmarna i klassen snäckor som tillhör gruppen sniglar saknar den yttre skal. Huvudet har fyra tentakler, vilka fungerar som lukt- och känselorgan. Ytterst på de två längsta tentaklerna sitter också snigelns ögon. Manteln är tydligt markerad och dess yta är något kornig. Hålet på sidan är snigelns andningshål. Den bakre kroppsändan är utan köl och har en rundad fot. Krypsulan är muskulös och slemmig. Vanligtvis är den svart på ryggen och på sidorna, men den kan även vara vit, gråvit eller brun. Den senare variationen misstas idag ofta för mördarsnigel.

## Utbredning
Den svarta skogssnigeln finns i södra Skandinavien, på brittiska öarna, Island, i norra Tyskland, Polen och västra Baltikum. Den har också oavsiktligt introducerats till delar av Nordamerika.
Arten lever i låglandet och i bergstrakter upp till 1800 meter över havet. Habitatet varierar mellan skogar, gräsmarker, träskmarker och kulturlandskap.

### Förekomst i Sverige
Den svarta skogssnigeln är ganska vanlig i Sverige upp till Dalarna.

## Ekologi
Den svarta skogssnigeln utnyttjar regnigt väder för att förflytta sig över annars torra områden, och man kan då hitta dem på vägarna. När det är fuktigt kan den vara aktiv på dagen, men när det är torrt är den mest aktiv på natten. Den äter främst växter, frukt och svamp, men också ruttnande döda djur om den träffar på dem. Också av växtmaterialet föredrar den redan delvis förmultnat sådant. Bland dess fiender finns igelkott, mullvadar, en del rovlevande skalbaggar och vissa fåglar.

### Fortplantning
Den svarta skogssnigeln är hermafrodit, men måste para sig för att äggen skall bli befruktade. Detta sker oftast under varma, fuktiga nätter på sommaren. Äggen grävs ner i marken och det tar några veckor innan de kläcks. Om äggen läggs sent på året så övervintrar de till nästa vår. De nykläckta ungarna liknar de vuxna djuren, de är bara mycket mindre. När de vuxit till cirka 2,5 centimeter blir de könsmogna.

## Användning
Skogssniglar användes förr i Sverige som smörjfett för vagnshjul och träaxlar, dokumenterat sedan åtminstone 1700-talet. Svarta skogssniglar är ätliga (om än kanske inte aptitliga), men det rekommenderas inte att äta dem delvis på grund av bekämpningsmedel i stadsmiljö där de är oönskade, men även eftersom de kan bära på fransk hjärtmask.

## Status
Den svarta skogssnigeln är inte hotad. På sina håll bekämpas den med gift, trots att den olikt mördarsnigeln inte är någon stor skadegörare.
Regionala populationer kan förändras när hybrider med andra sniglar uppstår. Hela populationen bedöms som stabil. IUCN listar arten som livskraftig (LC).